# Polycaena minor
Polycaena minor är en fjärilsart som beskrevs av Forster 1951. Polycaena minor ingår i släktet Polycaena och familjen Riodinidae. Inga underarter finns listade i Catalogue of Life.